# 博特朗日山

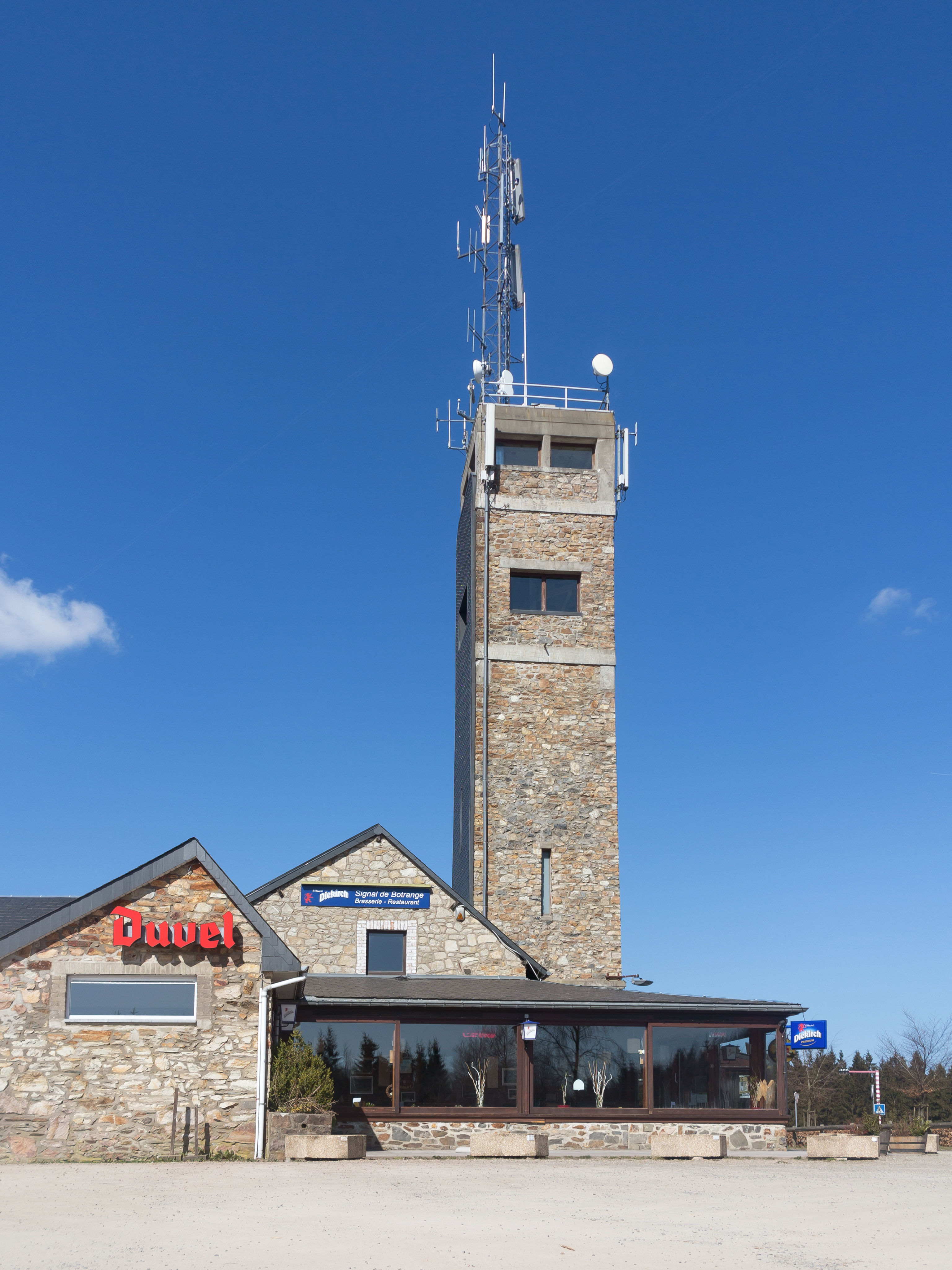
博特朗日山上的通訊塔

博特朗日山（法語：Signal de Botrange）是比利時境內的最高點，位於瓦隆大區東部的方斯高地，海拔694公尺。
行政上，博特朗日山位於列日省，靠近比利時德語社群首府奧伊彭（Eupen）。博特朗日山山頂有一座高六公尺的塔。